# 田中優奈 (アナウンサー)
田中 優奈（たなか ゆうな、1994年11月11日 - ）は、CBCテレビ（CBC）の社員。元アナウンサー。

## 来歴・人物
大阪府出身。血液型はB型。同志社香里高等学校時代はダンス部に在籍し、主将も務めた。2010年夏の日本高校ダンス部選手権は、西日本大会のビッグクラス部門（1チーム10人以上）で決勝進出。2011年夏および2012年春・夏の同選手権全国大会では優勝を経験。
2014年に阪神タイガースが結成したタイガースガールズ（球団公式チアリーダー）の第1期生で、在籍中には「Yu-na」という名前で活動していた。
アナウンサー養成スクール・セイアカデミーに通っていた。
2017年、同志社大学を卒業。CBCテレビ入社。同期アナウンサーは榊原悠介、光山雄一朗、山内彩加。アナウンサーデビュー（初鳴き）は同年7月27日放送の『つボイノリオの聞けば聞くほど』。
CBCグループが加盟するJNN・JRNの優秀なアナウンサーを表彰するアノンシスト賞では、2018年度の第44回から「新人奨励賞」が新設されたことに伴って、入社2年目の同年度に長谷川拳杜（IBC岩手放送アナウンサー）と揃って同賞を受賞した。しかし、一身上の都合により、表彰式直後の2019年6月30日付でアナウンス業務を停止。同年10月でアナウンス業務から外れた後に、テレビ編成部へ異動した。
特技は韓国語、ダンス（ストリートダンスのワック）、パンシェルジュ検定2級。
他局同期で讀賣テレビ放送アナウンサーの中村秀香と交友がある。

## 過去の担当番組

### テレビ
- なるほどプレゼンター!花咲かタイムズ（2017年10月7日 - 2019年6月22日） - リポーター
- スポーツLIVE High FIVE!!（2018年4月8日 - 2019年6月22日）- アシスタント
- サンデードラゴンズ（2019年4月7日 - 2019年6月23日[7]） - リポーター
- チャント!（2019年4月1日 - 2019年6月28日[8]） - サブキャスター、【月・金曜日】
- イッポウ（2017年10月2日 - 2019年3月29日）- リポーター
- 本能Z（2017年10月4日 - 2019年3月） - アシスタント
- CBCニュース（不定期）

### ラジオ
- 若狭敬一のスポ音
  - 田中優奈のハッピーミュージック担当（2019年6月22日[注 2]）